# Arcidiocesi di Bogotà

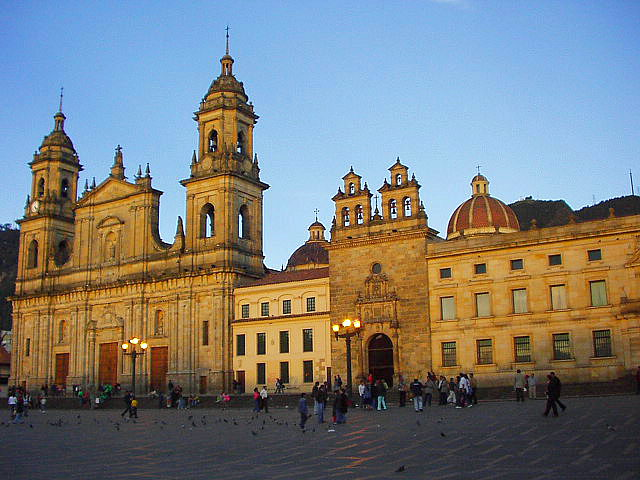
A fianco della cattedrale sorge il palazzo arciepiscopale.

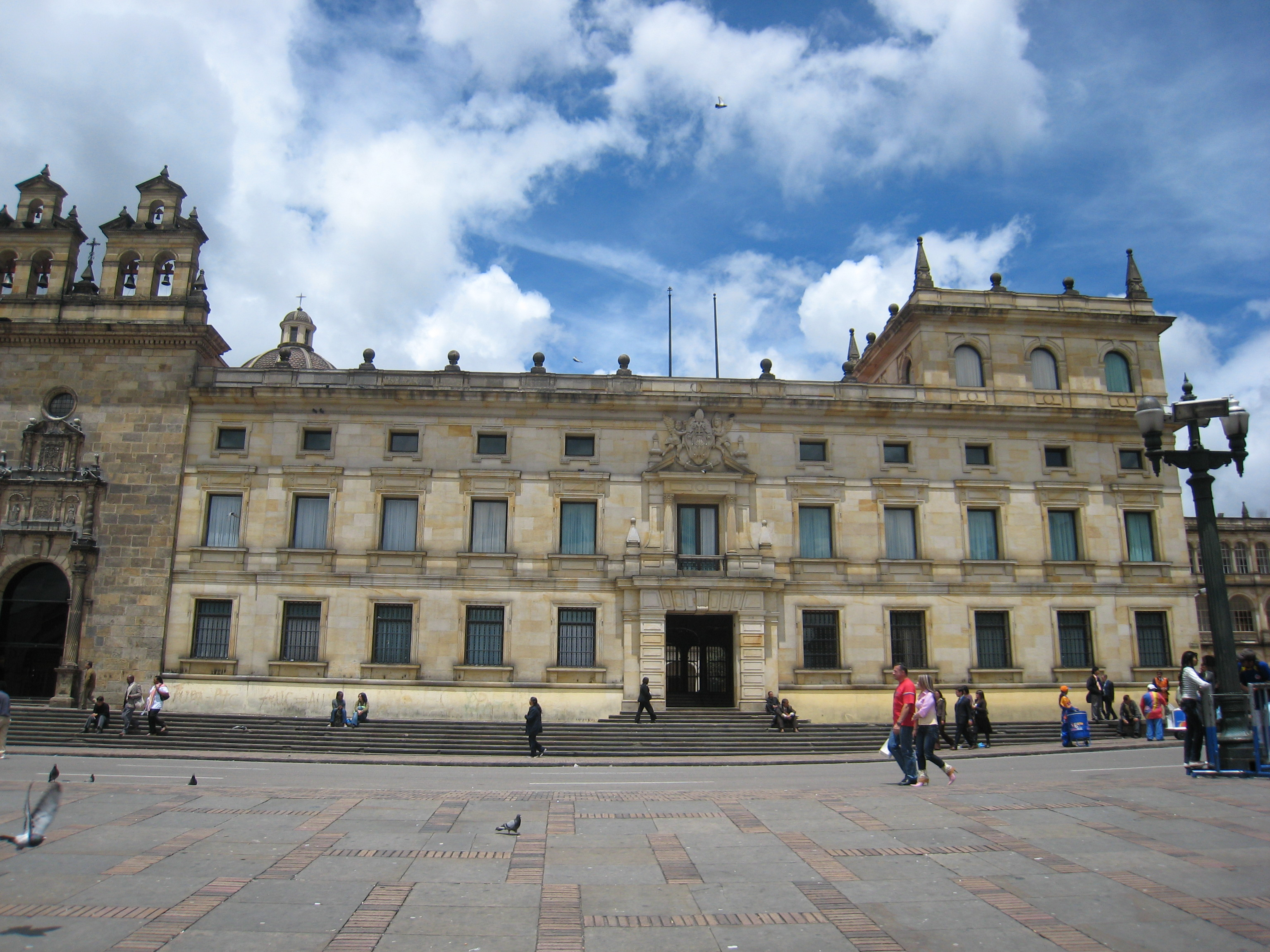
Il palazzo arciepiscopale.

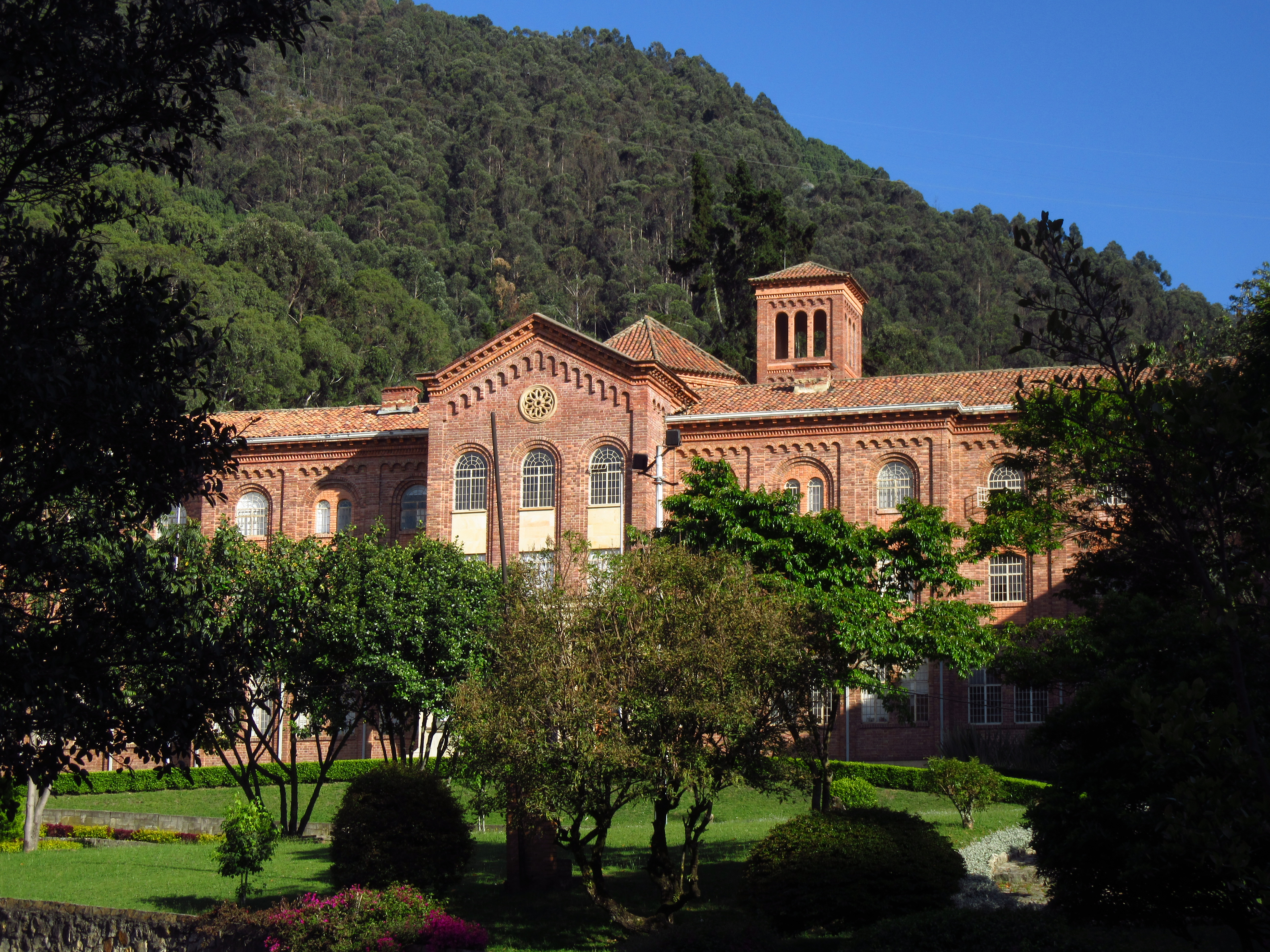
Il seminario maggiore di Bogotà, istituito nel 1581; l'odierno edificio è stato costruito tra il 1943 ed il 1946.

L'arcidiocesi di Bogotà (in latino Archidioecesis Bogotensis) è una sede metropolitana della Chiesa cattolica in Colombia. Nel 2023 contava 4.183.000 battezzati su 4.854.000 abitanti. È retta dall'arcivescovo cardinale Luis José Rueda Aparicio.

## Territorio
L'arcidiocesi si trova al centro della Colombia ed è costituita da diverse entità amministrative colombiane. Comprende:
- 15 località del Distrito Capital di cui è costituita la municipalità di Bogotà: Usaquén, Chapinero, Santa Fe, San Cristóbal, Usme, Tunjuelito, Barrios Unidos, Teusaquillo, Los Mártires, Antonio Nariño, Puente Aranda, La Candelaria (dove si trova il centro storico di Bogotà), Rafael Uribe Uribe, Ciudad Bolívar, Sumapaz, e in parte la località di Suba;
- 11 comuni del dipartimento di Cundinamarca: Cáqueza, Une, Chipaque, Ubaque, Choachí, Fómeque, Fosca, Gutiérrez, Quetame, Guayabetal e La Calera.

Sede arcivescovile e primaziale è la città di Bogotà, dove si trova la cattedrale dell'Immacolata Concezione. Oltre alla cattedrale, nel territorio sorgono altre 4 basiliche minori: le basiliche di Nostra Signora di Lourdes, del Sacro Cuore di Gesù e del Signore di Monserrate a Bogotà, e la basilica dell'Immacolata Concezione a Cáqueza. Bogotà ospita anche il santuario nazionale di Nostra Signora del Carmelo.
Il territorio si estende su una superficie di 4.195 km² ed è suddiviso in 297 parrocchie, raggruppate in 8 vicariati episcopali territoriali.

### Provincia ecclesiastica
La provincia ecclesiastica di Bogotà, istituita nel 1564, è costituita dalle seguenti suffragenee:
- diocesi di Engativá,
- diocesi di Facatativá,
- diocesi di Fontibón,
- diocesi di Girardot,
- diocesi di Soacha,
- diocesi di Zipaquirá.

## Storia
La sede di Bogotà trae origine dalla diocesi di Santa Marta, istituita il 9 gennaio 1534. Nel concistoro dell'11 settembre 1562 papa Pio IV autorizzò il trasferimento della sede, della cattedrale, del capitolo dei canonici e della curia della diocesi nella città di Santafé (oggi Bogotà), che dal 1549 era diventata la capitale del Nuovo Regno di Granada. Questa città era già da tempo la sede abituale dei vescovi di Santa Marta ed è a Santafé che fu celebrato il primo sinodo diocesano di Santa Marta tra maggio e giugno del 1556.
Il 22 marzo 1564 Pio IV, con la bolla In suprema dignitatis apostolicae, confermò la traslazione della sede vescovile, che fu contestualmente elevata al rango di arcidiocesi metropolitana con il nuovo nome di "arcidiocesi di Santafé". La primitiva provincia ecclesiastica comprendeva le diocesi di Popayán e di Cartagena (oggi entrambe arcidiocesi).
Il 15 aprile 1577 cedette una porzione di territorio per il ristabilimento della diocesi di Santa Marta.
Nel 1581 fu istituito il primo seminario, intitolato a san Luigi dei Francesi, che però dovette essere chiuso già il 20 ottobre 1587 per problemi economici, poiché il fondo di dotazione non era bastevole a coprire i debiti e le spese.
Il 18 ottobre 1605 fu istituito il secondo seminario, dedicato a san Bartolomeo e affidato ai gesuiti. Nel 1767 i gesuiti furono espulsi e la vita del seminario dovette soffrire turbolenze per l'incertezza nel controllo e dei finanziamenti.
L'arcidiocesi cedette successivamente porzioni del suo territorio a vantaggio dell'erezione di nuove diocesi:
- la diocesi di Mérida (oggi arcidiocesi) il 16 febbraio 1778;
- la diocesi di Antioquia (oggi arcidiocesi di Santa Fe de Antioquia) il 31 agosto 1804;
- la diocesi di Nueva Pamplona (oggi arcidiocesi) il 25 settembre 1835;
- la diocesi di Tunja (oggi arcidiocesi) il 29 luglio 1880;
- la diocesi di Tolima, oggi soppressa, il 30 agosto 1894.

L'8 giugno 1898 ha assunto il nome di arcidiocesi di Bogotà in Colombia, che il 12 gennaio 1953 sarà semplificato in arcidiocesi di Bogotà con un decreto della Congregazione Concistoriale.
Il 7 novembre 1902 papa Leone XIII concesse all'arcivescovo e ai suoi successori il titolo di primate di Colombia.
In seguito è tornata a cedere altre porzioni di territorio a vantaggio dell'erezione di nuove circoscrizioni ecclesiastiche:
- la prefettura apostolica delle Intendencias Orientales (oggi arcidiocesi di Villavicencio) il 23 giugno 1903;
- la diocesi di Zipaquirá il 1º settembre 1951;
- la diocesi di Girardot il 29 maggio 1956;
- la diocesi di Facatativá il 16 marzo 1962;
- le diocesi di Fontibón, Engativá e Soacha il 6 agosto 2003.

L'arcidiocesi ha ricevuto la visita pastorale di tre pontefici: Paolo VI nel 1968, Giovanni Paolo II nel 1986, e Francesco nel 2017.

## Cronotassi dei vescovi
Si omettono i periodi di sede vacante non superiori ai 2 anni o non storicamente accertati.
- Juan de los Barrios, O.F.M. † (22 marzo 1564 - 12 febbraio 1569 deceduto)[10]
- Luis Zapata de Cárdenas, O.F.M. † (8 novembre 1570 - 24 gennaio 1590 deceduto)
- Alfonso López de Ávila † (29 novembre 1591 - 30 dicembre 1591 deceduto)
- Bartolomé Martínez Menacho y Mesa (Mechado) † (30 aprile 1593 - 17 agosto 1594 deceduto)
- Bartolomé Lobo Guerrero † (12 agosto 1596 - 19 novembre 1607 nominato arcivescovo di Lima)
- Juan Castro, O.S.A. † (7 gennaio 1608 - giugno 1609 dimesso)[11]
- Pedro Ordóñez y Flórez † (19 aprile 1610 - 11 giugno 1614 deceduto)
- Hernando de Arias y Ugarte † (14 marzo 1616 - 15 aprile 1624 nominato arcivescovo di La Plata o Charcas)
- Julián de Cortázar † (7 aprile 1625 - 31 ottobre 1630 deceduto)
- Bernardino de Almansa Carrión † (15 dicembre 1631 - 26 settembre 1633 deceduto)
- Cristóbal de Torres, O.P. † (8 gennaio 1635 - 8 luglio 1654 deceduto)
  - Sede vacante (1654-1659)
- Juan de Dios Aguinao, O.P. † (10 novembre 1659 - 5 ottobre 1678 deceduto)
- Antonio Sanz Lozano † (19 agosto 1680 - 28 maggio 1688 deceduto)
- Ignacio de Urbina, O.S.H. † (7 novembre 1689 - 18 aprile 1701 nominato arcivescovo, titolo personale, di Tlaxcala)
  - Sede vacante (1701-1704)
- Francisco de Cosío y Otero † (14 gennaio 1704 - 29 novembre 1715 deceduto)
- Francisco del Rincón, O.M. † (5 ottobre 1716 - 28 giugno 1723 deceduto)
- Antonio Claudio Álvarez de Quiñones † (29 gennaio 1725 - 21 ottobre 1736 deceduto)
- Juan de Galabís, O.Praem. † (3 marzo 1738 - 14 novembre 1739 deceduto)
- Diego Fermín de Vergara, O.S.A. † (19 dicembre 1740 - 7 febbraio 1744 deceduto)[12].
- Pedro Felipe de Azúa e Iturgoyen † (18 dicembre 1744 - prima dell'11 aprile 1753 dimesso)
- José Javier de Arauz y Rojas † (28 maggio 1753 - febbraio 1764 deceduto)
  - Manuel de Sosa y Béthencourt † (22 aprile 1765 - 12 novembre 1765 deceduto) (vescovo eletto)
- Francisco Antonio de la Riva Mazo † (9 dicembre 1765 - 8 dicembre 1768 deceduto)
- Lucas Ramírez Galán, O.F.M. † (21 agosto 1769 - 12 dicembre 1770 nominato arcivescovo, titolo personale, di Tui)
- Agustín Manuel Camacho y Rojas † (4 marzo 1771 - 13 aprile 1774 deceduto)
- Agustín de Alvarado y Castillo † (13 marzo 1775 - 14 dicembre 1778 nominato arcivescovo, titolo personale, di Ciudad Rodrigo)
- Antonio Caballero y Góngora † (14 dicembre 1778 - 15 settembre 1788 nominato arcivescovo, titolo personale, di Cordova)
- Baltazar Jaime Martínez de Compañón † (15 dicembre 1788 - 17 agosto 1797 deceduto)
- Fernando del Portillo y Torres, O.P. † (29 ottobre 1798 - 20 gennaio 1804 deceduto)
- Juan Bautista Sacristán y Galiano † (20 agosto 1804 - 1º febbraio 1817 deceduto)
  - Sede vacante (1817-1819)
- Isidoro Domínguez, C.R.M. † (23 agosto 1819 - 6 aprile 1822 deceduto)
  - Sede vacante (1822-1827)
- Fernando Caycedo Flórez † (21 maggio 1827 - 17 febbraio 1831 deceduto)
  - Sede vacante (1831-1834)
- Manuel José Mosquera y Arboleda † (19 dicembre 1834 - 10 dicembre 1853 deceduto)
- Antonio Herrán y Zaldúa † (13 gennaio 1854 - 6 febbraio 1868 deceduto)
- Vicente Arbeláez Gómez † (6 febbraio 1868 succeduto - 29 giugno 1884 deceduto)
- José Telésforo Paúl Vargas, S.I. † (6 agosto 1884 - 8 aprile 1889 deceduto)
- Ignacio León Velasco, S.I. † (27 maggio 1889 - 10 aprile 1891 deceduto)
- Bernardo Herrera Restrepo † (4 giugno 1891 - 2 gennaio 1928 deceduto)
- Ismael Perdomo Borrero † (2 gennaio 1928 succeduto - 3 giugno 1950 deceduto)
- Crisanto Luque Sánchez † (14 luglio 1950 - 7 maggio 1959 deceduto)
- Luis Concha Córdoba † (18 maggio 1959 - 29 luglio 1972 ritirato)
- Aníbal Muñoz Duque † (29 luglio 1972 succeduto - 25 giugno 1984 ritirato)
- Mario Revollo Bravo † (25 giugno 1984 - 13 agosto 1994 ritirato)
- Pedro Rubiano Sáenz † (27 dicembre 1994 - 8 luglio 2010 ritirato)
- Rubén Salazar Gómez (8 luglio 2010 - 25 aprile 2020 ritirato)
- Luis José Rueda Aparicio, dal 25 aprile 2020

## Istituti religiosi

### Istituti religiosi maschili
Alla fine del 2012 contavano case in diocesi i seguenti istituti religiosi maschili:
- Agostiniani dell'Assunzione
- Canonici regolari della Santa Croce
- Chierici di San Viatore
- Chierici regolari ministri degli infermi
- Chierici regolari poveri della Madre di Dio delle scuole pie
- Compagnia di Gesù
- Compagnia di Maria
- Congregazione di Gesù e Maria
- Fratelli delle scuole cristiane
- Fratelli maristi delle scuole

- Istituto per le missioni estere di Yarumal
- Missionari del Sacro Cuore di Gesù
- Ordine dei carmelitani scalzi
- Ordine dei frati minori cappuccini
- Ordine dei frati minori
- Ordine dei frati predicatori
- Ordine di Sant'Agostino
- Religiosi terziari cappuccini di Nostra Signora Addolorata
- Società clericale dei missionari dei Santi Apostoli
- Società San Paolo

### Istituti religiosi femminili
Alla fine del 2012 contavano case in diocesi i seguenti istituti religiosi femminili:
- Ancelle del Santissimo Sacramento e della Carità
- Ancelle di Cristo Re
- Ancelle di Cristo Sacerdote
- Compagnia di Santa Teresa di Gesù
- Congregazione della Presentazione della Vergine Maria
- Domenicane del Rosario perpetuo
- Domenicane di Santa Caterina da Siena
- Figlie dei Sacri Cuori di Gesù e di Maria di Bogotà
- Figlie dei Sacri Cuori di Gesù e di Maria della Ravasco
- Figlie del Cuore Misericordioso di Maria
- Figlie della carità di San Vincenzo de' Paoli
- Figlie della Sapienza
- Figlie di Cristo Re
- Figlie di Gesù
- Figlie di Maria Ausiliatrice
- Figlie di Nostra Signora di Nazareth
- Istituto di Santa Marianna di Gesù
- Mercedarie del Santissimo Sacramento

- Ordine della compagnia di Maria Nostra Signora
- Pia società figlie di San Paolo
- Pie discepole del Divin Maestro
- Religiose delle scuole pie
- Religiose di Gesù-Maria
- Serve di Gesù della carità
- Sorelle terziarie cappuccine della Sacra Famiglia
- Suore carmelitane missionarie
- Suore carmelitane teresiane di San Giuseppe
- Suore dei poveri di San Pietro Claver
- Suore del Divin Salvatore
- Suore del Povero Bambino Gesù
- Suore della carità del Cardinale Sancha
- Suore della carità di Sant'Anna
- Suore della divina volontà
- Suore di carità domenicane della Presentazione della Santa Vergine
- Suore di Gesù Buon Pastore

- Suore di Nostra Signora della Pace
- Suore di San Giovanni Evangelista
- Suore domenicane di Betania
- Suore domenicane della Congregazione di Nostra Signora del Santo Rosario
- Suore domenicane missionarie del Sacro Cuore di Gesù
- Suore francescane dello Spirito Santo
- Suore francescane di Maria Immacolata
- Suore Francescane di Rochester
- Suore francescane missionarie di Maria
- Suore francescane missionarie di Maria Ausiliatrice
- Suore missionarie di madre Laura
- Suore missionarie di San Carlo Borromeo
- Suore oblate del Santissimo Redentore
- Suore oblate di Betania
- Suore ospedaliere del Sacro Cuore di Gesù
- Suore serve del Santissimo e della carità

## Statistiche
L'arcidiocesi nel 2023 su una popolazione di 4.854.000 persone contava 4.183.000 battezzati, corrispondenti all'86,2% del totale.
| anno | popolazione | popolazione | popolazione | presbiteri | presbiteri | presbiteri | presbiteri                | diaconi | religiosi | religiosi | parrocchie |
| anno | battezzati  | totale      | %           | numero     | secolari   | regolari   | battezzati per presbitero | diaconi | uomini    | donne     | parrocchie |
| ---- | ----------- | ----------- | ----------- | ---------- | ---------- | ---------- | ------------------------- | ------- | --------- | --------- | ---------- |
| 1950 | 1.799.000   | 1.810.000   | 99,4        | 581        | 191        | 390        | 3.096                     |         | 450       | 2.100     | 173        |
| 1959 | 1.132.389   | 1.152.389   | 98,3        | 675        | 195        | 480        | 1.677                     |         | 1.060     | 2.884     | 118        |
| 1965 | 1.950.000   | 2.000.000   | 97,5        | 822        | 263        | 559        | 2.372                     |         | 700       | 3.115     | 133        |
| 1968 | 2.000.000   | 2.122.112   | 94,2        | 645        | 245        | 400        | 3.100                     |         | 400       | 4.515     | 160        |
| 1976 | 3.115.252   | 3.211.609   | 97,0        | 1.016      | 356        | 660        | 3.066                     |         | 1.388     | 3.527     | 182        |
| 1980 | 3.838.000   | 3.957.000   | 97,0        | 985        | 289        | 696        | 3.896                     |         | 1.292     | 3.602     | 186        |
| 1990 | 4.556.000   | 5.063.000   | 90,0        | 1.160      | 349        | 811        | 3.927                     |         | 1.673     | 3.700     | 249        |
| 1999 | 6.000.000   | 6.850.000   | 87,6        | 1.452      | 492        | 960        | 4.132                     |         | 1.929     | 4.975     | 302        |
| 2000 | 6.093.416   | 7.114.568   | 85,6        | 1.430      | 481        | 949        | 4.261                     |         | 1.697     | 4.855     | 323        |
| 2001 | 6.067.029   | 7.084.341   | 85,6        | 1.359      | 435        | 924        | 4.464                     | 20      | 2.009     | 4.503     | 337        |
| 2002 | 6.544.026   | 7.651.088   | 85,5        | 1.424      | 499        | 925        | 4.595                     | 38      | 1.834     | 3.247     | 340        |
| 2003 | 3.546.186   | 4.140.000   | 85,7        | 1.251      | 382        | 869        | 2.834                     | 42      | 1.802     | 3.060     | 227        |
| 2004 | 3.279.690   | 3.850.518   | 85,2        | 1.221      | 413        | 808        | 2.686                     | 37      | 1.270     | 2.138     | 227        |
| 2006 | 3.586.000   | 4.184.000   | 85,7        | 691        | 394        | 297        | 5.189                     | 53      | 997       | 2.604     | 231        |
| 2012 | 3.880.000   | 4.527.000   | 85,7        | 896        | 503        | 393        | 4.330                     | 96      | 986       | 1.574     | 244        |
| 2015 | 3.791.872   | 4.399.944   | 86,2        | 741        | 314        | 427        | 5.117                     | 130     | 1.023     | 1.452     | 275        |
| 2018 | 4.032.500   | 4.679.165   | 86,2        | 954        | 409        | 545        | 4.226                     | 157     | 1.090     | 1.584     | 293        |
| 2020 | 4.171.000   | 4.841.330   | 86,2        | 1.021      | 421        | 600        | 4.085                     | 166     | 1.196     | 1.351     | 297        |
| 2022 | 4.142.000   | 4.806.000   | 86,2        | 1.104      | 469        | 635        | 3.751                     | 172     | 1.219     | 1.367     | 297        |
| 2023 | 4.183.000   | 4.854.000   | 86,2        | 1.048      | 413        | 635        | 3.991                     | 180     | 1.214     | 1.367     | 297        |

## Galleria d'immagini

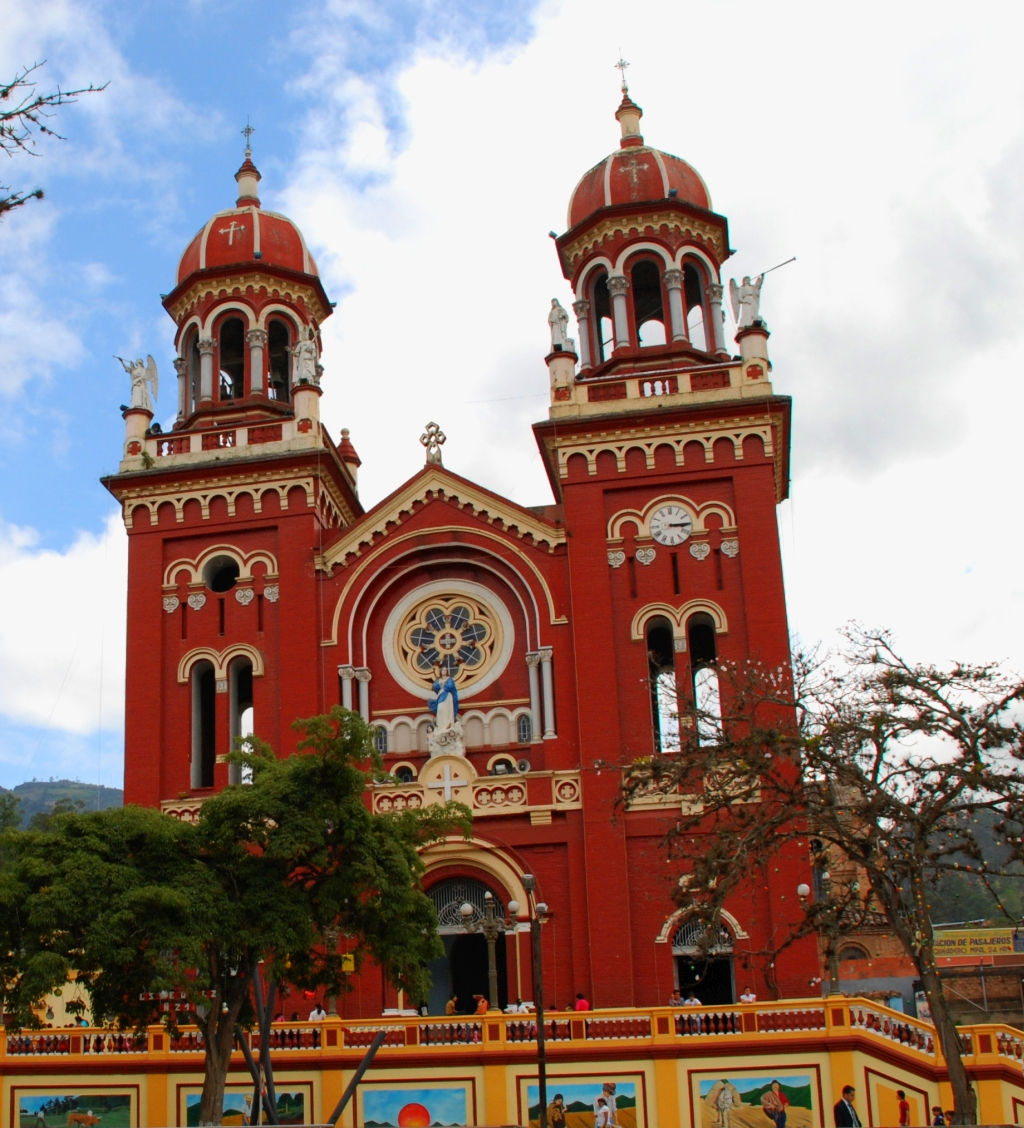
La basilica dell'Immacolata Concezione di Cáqueza
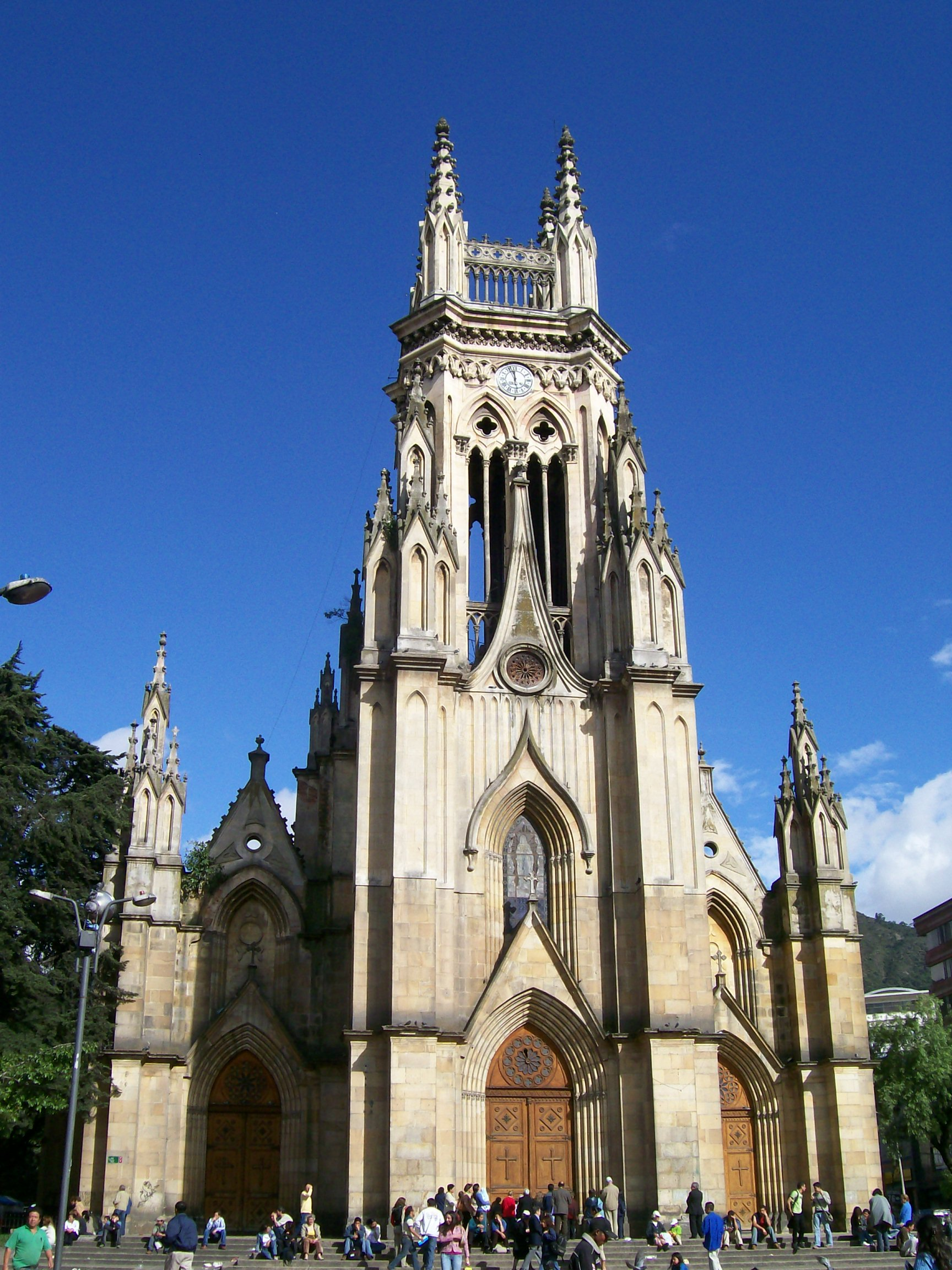
La basilica di Nostra Signora di Lourdes di Bogotà
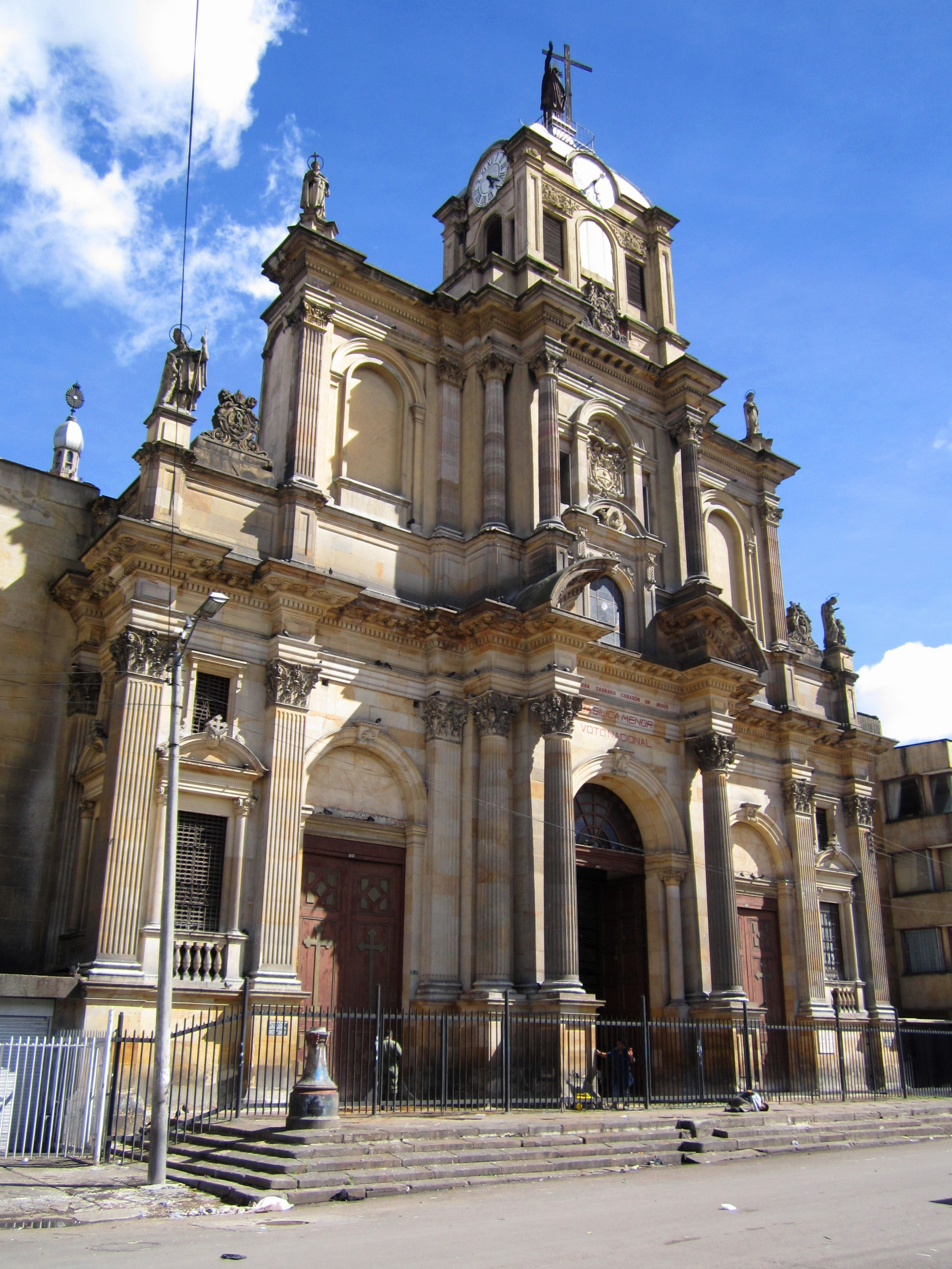
La basilica del Sacro Cuore, conosciuta come basilica del Voto Nacional di Bogotà
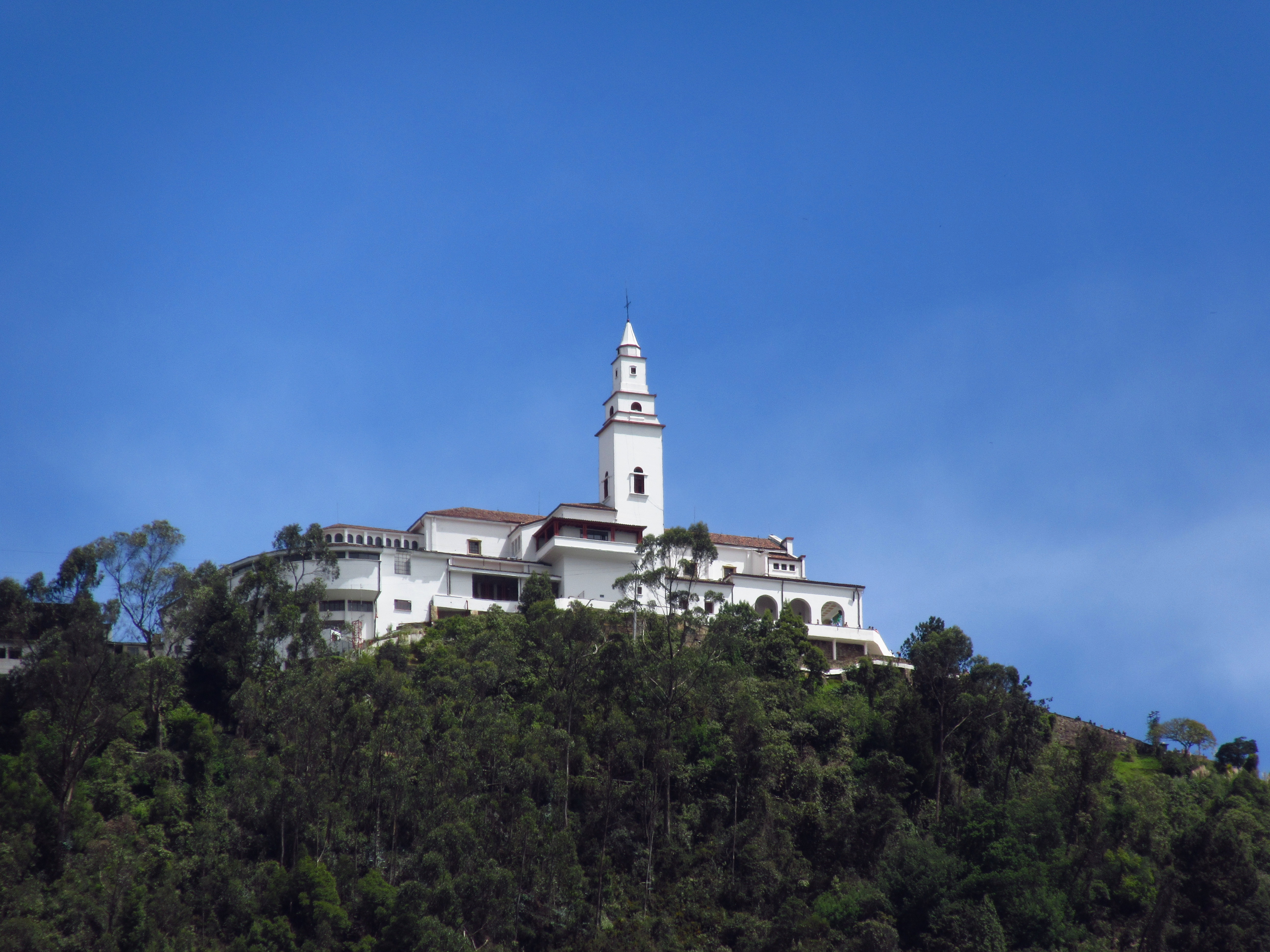
La basilica del Signore di Monserrate (Señor de Monserrate)
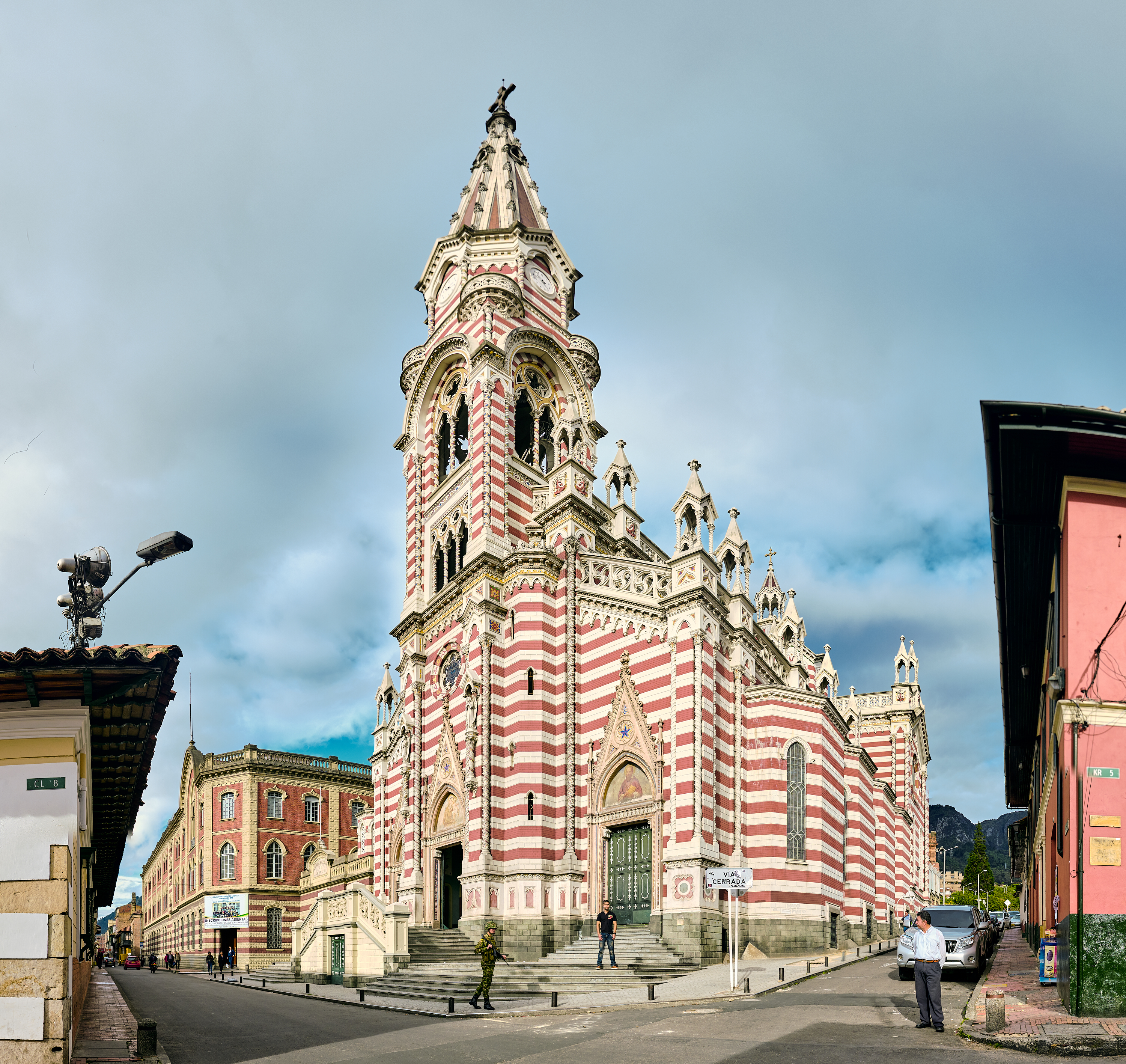
Il santuario nazionale di Nostra Signora del Carmelo di Bogotà